# Runa Bülow-Hübe
Sigrid Runa Bülow-Hübe (Romano, 17 maart 1890 – 1983) was een Zweedse beeldhouwer.

## Leven en werk
Bülow-Hübe kwam uit een kunstzinnig milieu, ze was een dochter van de kunstschilder Knut Ekwall en concertpianiste Theresia Burkowitz-Pönitz. Ze groeide op in Romano, bij het meer Sommen even buiten de stad Tranås. Ze studeerde aan de kunstacademie in Stockholm (1919-1924) bij Carl Milles. Ze trouwde met stedebouwkundige Erik Bülow-Hübe. Uit dit huwelijk werd dochter Torun Bülow-Hübe geboren. 

## Werken (selectie)
- Lea, Hoofdstraat in Tranas
- Wanhoop (Desperation), Falkgatan in Tranas
- Pia, Torikatu Tranas
- Atlete (Sportflickan), park bij Svartån, Torikatu Tranas

## Galerij

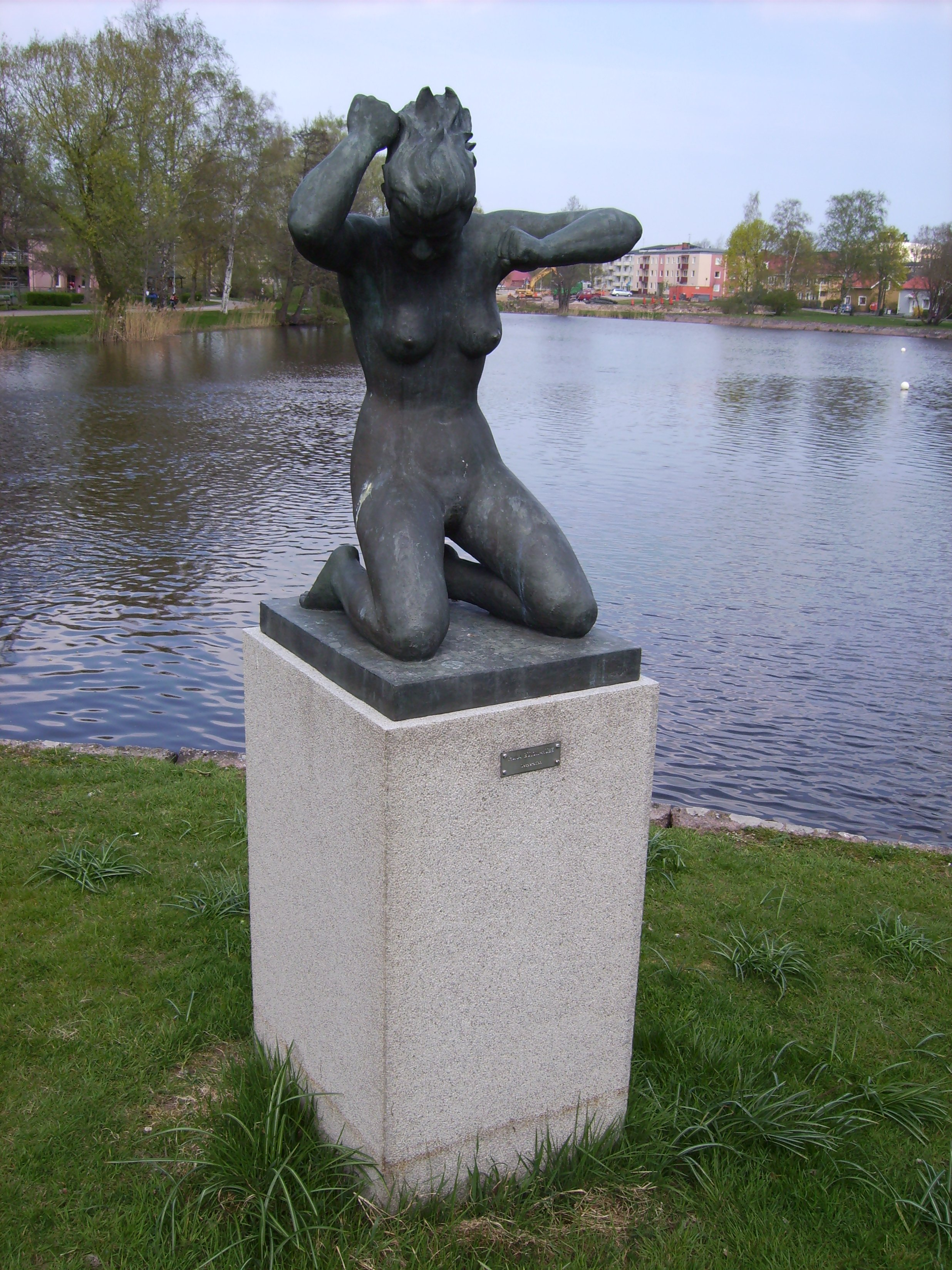
Wanhoop
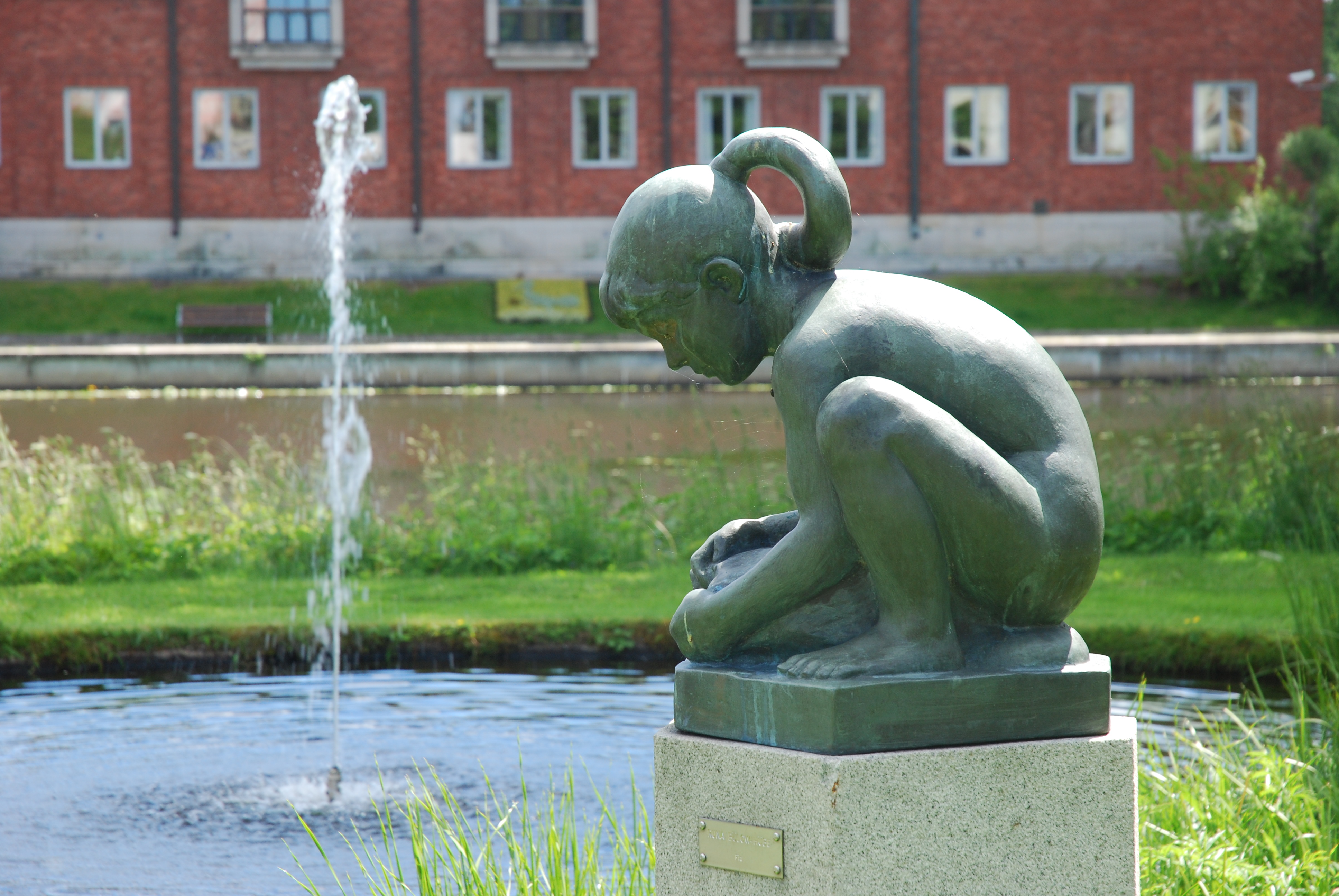
Pia

## Publicaties
- 1934 Grisen Nina och andra djurhistorier - Berättade för små och stora barn, Gleerups, Lund.
- 1948 "Romanö - min barndoms paradis" Från Sommabygd till Vätterstrand Samling 3, Tranås: Tranås hembygdsgille.
- 1950 "Anders Petter - ett gammalt Sommaoriginal", Från Sommabygd till Vätterstrand Samling 4, Tranås: Tranås hembygdsgille.